# Jack Turner (cestista 1939)
John Willard Turner, detto Jack (Newport, 5 giugno 1939 – Newport, 5 maggio 2013), è stato un cestista statunitense, professionista nella NBA e nella ABL.

## Carriera
Venne selezionato dai Chicago Packers al secondo giro del Draft NBA 1961 (10ª scelta assoluta).